# Don’t Sit Down ’Cause I’ve Moved Your Chair
«Don’t Sit Down ’Cause I’ve Moved Your Chair» (в переводе с англ. — «Не садись, потому что я сдвинул твой стул») — первый сингл с четвёртого альбома Suck It and See группы Arctic Monkeys, выпущенный в виде цифрового релиза 12 апреля 2011 года. На 16 апреля намечен выпуск ограниченным тиражом специального издания на 7" виниловых пластинках, за которым последует релиз 30 мая обычной версии на 7" и 10" виниловых пластинках.
Песня впервые была исполнена на «The Zane Lowe Show» на BBC Radio 1 11 апреля 2011 года.

## Список композиций
Все тексты написаны Алексом Тёрнером, вся музыка написана Arctic Monkeys.
| №  | Название                                      | Длительность |
| -- | --------------------------------------------- | ------------ |
| 1. | «Don’t Sit Down ’Cause I’ve Moved Your Chair» | 3:04         |
| 2. | «Brick by Brick»                              |              |

| №  | Название                                      | Длительность |
| -- | --------------------------------------------- | ------------ |
| 1. | «Don’t Sit Down ’Cause I’ve Moved Your Chair» |              |
| 2. | «I.D.S.T.»                                    |              |

| №  | Название                                      | Длительность |
| -- | --------------------------------------------- | ------------ |
| 1. | «Don’t Sit Down ’Cause I’ve Moved Your Chair» |              |
| 2. | «The Blond-O-Sonic Shimmer Trap»              |              |
| 3. | «I.D.S.T.»                                    |              |